# Amaloxenops palmarum
Amaloxenops palmarum là một loài nhện trong họ Hahniidae.
Loài này thuộc chi Amaloxenops. Amaloxenops palmarum được miêu tả năm 1958 bởi Schiapelli & Gerschman.